# Racha
En terminología naval, se llama racha al aumento repentino de la intensidad del viento, que puede ir o no acompañado de una variación en su dirección. Las rachas suelen presentarse con los chubascos y cuando son muy violentas, sobre todo si se presentan acompañadas de cambios de dirección, son peligrosas para los barcos de vela, que pueden desarbolar si no están prevenidos. Por tal razón las rachas más peligrosas son las llamadas chubascos blancos, que saltan sin indicio alguno de importancia que las acuse. Cuando el viento es racheado y se va ciñendo sucede a veces que las rachas viene más largas, lo que permite barloventear más. Se dice entonces que se navega aprovechando las rachas o a aprovechar las rachas.